# Herrschaft Olbrück
Die Herrschaft Olbrück (auch Ollbrück) war eine reichsunmittelbares Herrschaft des Heiligen Römischen Reiches im oberen Brohltal.

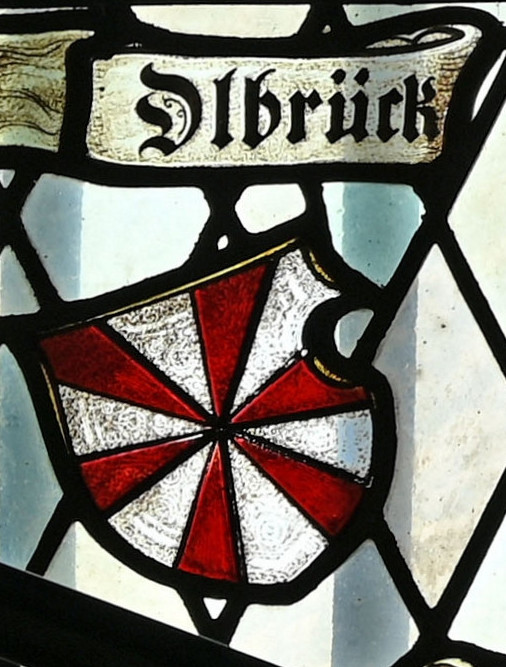
Wappen Olbrück in St. Valerius Wanderath

## Geschichte

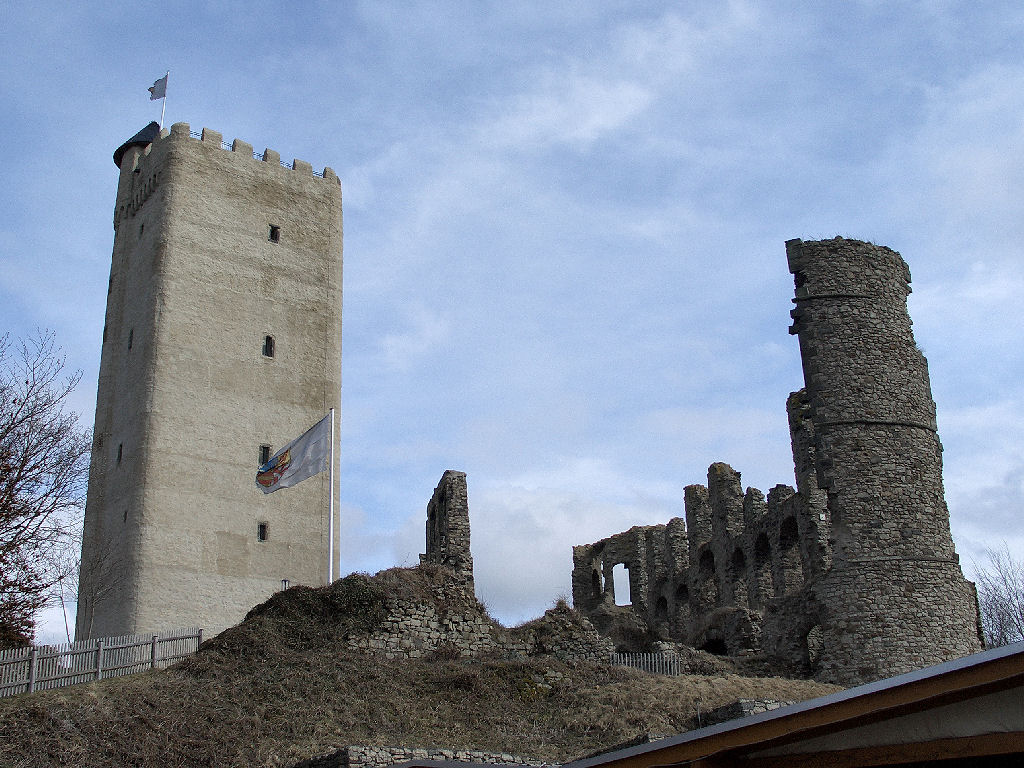
Burg Olbrück

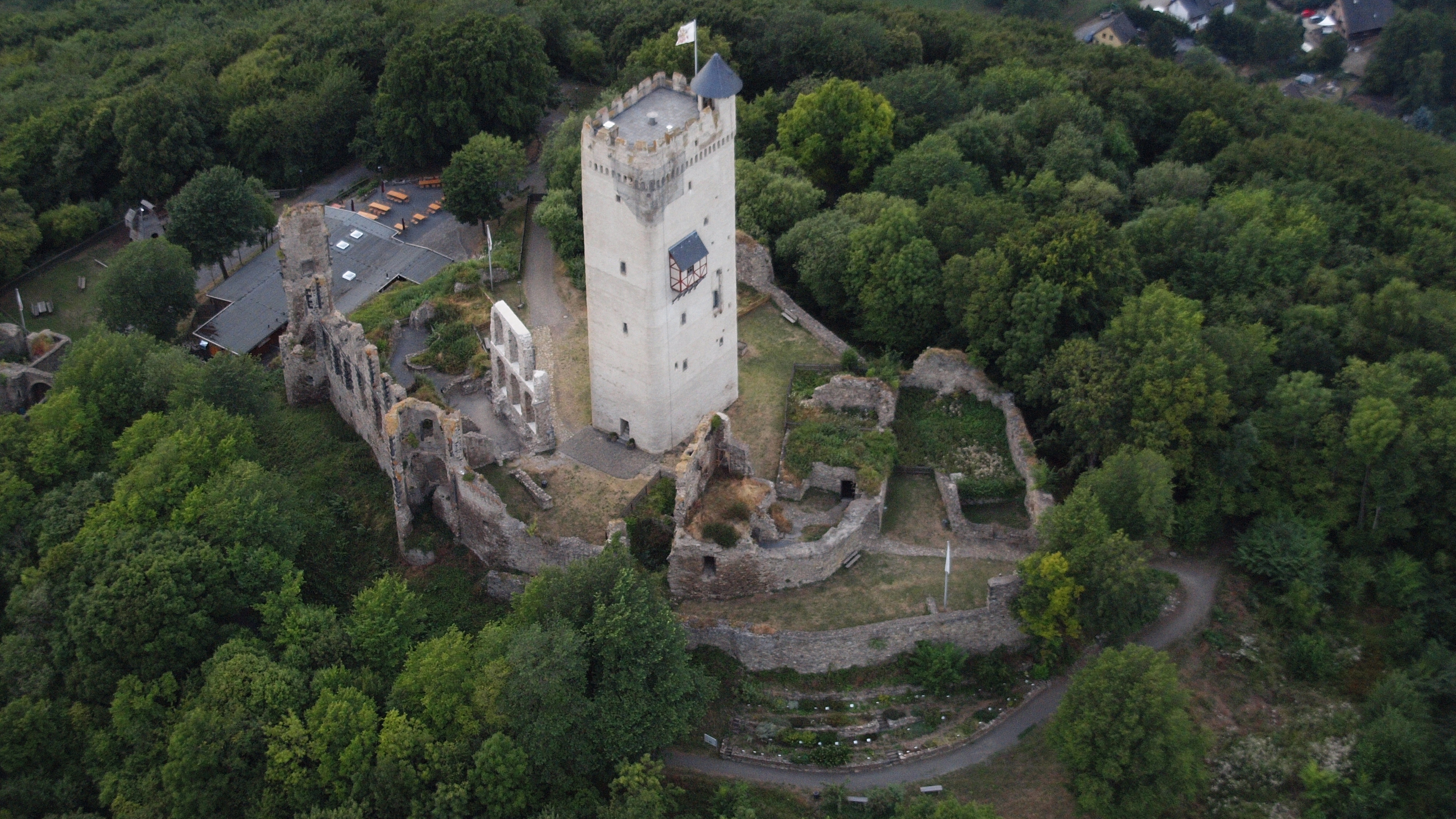
Burg Olbrück, Luftaufnahme

Die Burg Olbrück, erbaut um 1100, bildete den Mittelpunkt der Reichsherrschaft Olbrück, zu der die Dörfer der nächsten Umgebung gehörten:
- Brenk mit Fuchshölle
- Galenberg
- Hain mit der Ruine Olbrück
- Hannebach und Wollscheid (heute Ortsteile von Spessart)
- Niederdürenbach mit Rodder
- Niederzissen
- Oberdürenbach mit Büschhöfe und Schelborn
- Oberweiler (heute der zu Burgbrohl gehörender Ortsteil Weiler)
- Oberzissen

Um 1190 trug Dietrich I. von Wied die Burganlage dem Kölner Erzbischof Philipp I. von Heinsberg für 400 Mark zu Lehen auf. Als die ältere Linie des Hauses Wied 1244 ausstarb, wurde die Herrschaft Ganerbschaft zahlreicher Familien wie der Eppstein, Braunsberg, Eich und (ab 1555) Waldbott von Bassenheim. 1735 löste die Familie Waldbott von Bassenheim die Ganerbschaft auf und teilte die Herrschaft Olbrück unter den Linien Bassenheim und Bornheim. Die Familie Waldbott von Bassenheim besaß ebenfalls die benachbarte Herrschaft Königsfeld.
Die Herrschaft gehörte am Ende des 18. Jahrhunderts mit 1,5 Quadratmeilen zum Oberrheinischen Reichskreis. Die Herrschaft wurde 1794 im Zuge des Ersten Koalitionskriegs vom Revolutionären Frankreich besetzt und die Herrschaft faktisch zerschlagen. Durch den Frieden von Lunéville 1801 wurde die Herrschaft auch völkerrechtlich vom Reich an Frankreich abgetreten.